# Institut supérieur d'études maritimes (Maroc)
 (novembre 2019).
L’Institut Supérieur d'Études Maritimes est une grande école marocaine formant les ingénieurs officiers de la marine marchande. Il relève du Ministère de l’Equipement, du Transport, de la Logistique et de l’Eau.
Fondée dans les années 1950 sous le nom d'École nationale des officiers de la marine marchande, elle fut renommée en 1978 en Institut Supérieur d'études maritimes (ISEM).
Les études au sein de l'ISEM s'étendent sur 4 ou 5 années dans l'une des deux filières disponibles : Ingénierie navale (Machine) ou Sciences navales (Pont).